# Robert Bosse
Robert Bosse (ur. 12 lipca 1832 w Quedlinburgu, zm. 31 lipca 1901 w Berlinie) – niemiecki polityk, pruski minister kultury.

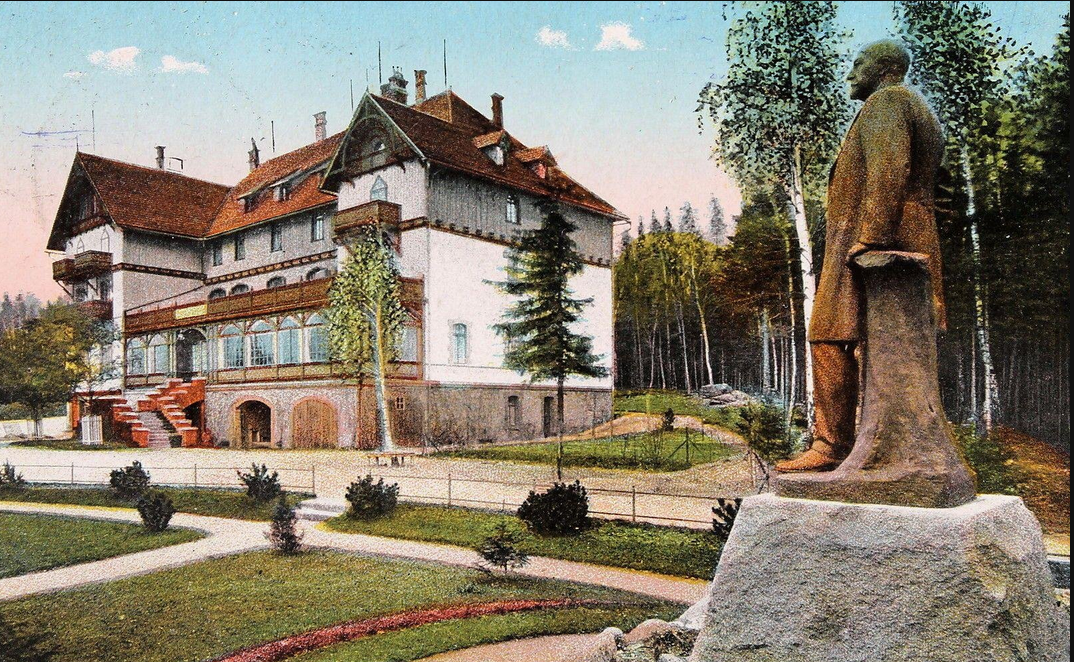
Pomnik Roberta Bossego

## Życiorys
Bosse był trzecim dzieckiem w rodzinie bednarza i gorzelnika Juliusza Bossego i jego żony Dorothei (z domu Sachse). Studiował prawo na uniwersytetach w Heidelbergu, Halle i na Friedrich-Wilhelms-Universität w Berlinie. Był członkiem korporacji Suevia w Heidelbergu i Palaiomarchia w Halle.
Pełnił różne funkcje: komornika, oficera prawnego, był też w 1876 roku wykładowcą rady pruskiego Ministerstwa Kultury. W 1881 roku został dyrektorem nowo utworzonego działu społeczno-politycznego Ministerstwa Spraw Wewnętrznych i wniósł znaczący wkład do ustaw ubezpieczeniowych pracowników, w 1889 roku został podsekretarzem i tamże w 1890 sekretarzem stanu. W 1891 roku sekretarz stanu w Urzędzie Sprawiedliwości Niemiec i przewodniczący komisji dla nowego cywilnego kodeksu. Od 1892 roku do września 1899 roku był ministrem kultury, grał główną rolę we wprowadzeniu wynagrodzenia za pracę proboszczów i nauczycieli szkół podstawowych. Na emeryturze spisał swoje wspomnienia.
Ojciec Friedricha Bossego.

## Sukcesy
Bosse był honorowym obywatelem swojego rodzinnego miasta, jego nazwiskiem nazwano ulicę i plac. Pomnik ku czci Roberta Bossego (Bosse Denkmal) powstał w 1908 roku, znajdował się w parku obok domu niemieckiego nauczyciela (niem. Deutsches Lehrerheim), obecnie przy Domu Wypoczynkowym ZNP „Świteź” w Szklarskiej Porębie.